# Droga wojewódzka 139
Die Droga wojewódzka 139 (DW 139) ist eine Woiwodschaftsstraße in Polen in der westlichen Woiwodschaft Lebus. Sie verläuft in Süd-Nord-Richtung und stellt auf einer Länge von 58 Kilometern eine Verbindung her zwischen den Städten Rzepin (Reppen) und Ośno Lubuskie (Drossen), zwischen den Kreisen Sulęcin (Zielenzig) und Słubice (Frankfurt (Oder)-Dammvorstadt) sowie zwischen den Landesstraßen DK 2 und DK 31 und den Woiwodschaftsstraßen DW 134, DW 137 sowie DW 138.

## Streckenverlauf
Woiwodschaft Lebus:
Powiat Sulęciński (Kreis Zielenzig):
- Debrznica (Döbbernitz) (→ DW 138: Gubin (Guben) ↔ Torzym (Sternberg) – Sulęcin (Zielenzig))
- Gądków Wielki (Groß Gandern)

X Bahnstrecke Breslau–Stettin X (2-mal)
- Gądków Mały (Klein Gandern)
- Mierczany (Hildesheim)
- Lubin (Wildenhagen)

Powiat Słubicki (Kreis Frankfurt (Oder)-Dammvorstadt)
- Rzepin (Reppen) (→ DK 2 = Europastraße 30: Świecko (Schwetig)/Deutschland ↔ Warschau – Terespol/Belarus, und DW 134: Urad (Aurith) ↔ Ośno Lubuskie (Drossen) – Krzeszyce (Kriescht))

X Bahnstrecke Frankfurt (Oder)–Posen X
- Drzeńsko (Drenzig)
- Kowalów (Kohlow) (→ DW 137: Słubice (Frankfurt (Oder)-Dammvorstadt) ↔ Trzciel (Tirschtiegel))
- Radów (Groß Rade)

X Bahnstrecke Breslau–Stettin X
- Radówek (Klein Rade)
- Laski Lubuskie (Lässig)
- Górzyca (Göritz (Oder)) (→ DK 31: Słubice (Frankfurt (Oder)-Dammvorstadt) ↔ Gryfino (Greifenhagen) – Stettin)